# Kaple svatého Kryštofa (Paříž)
Kaple svatého Kryštofa (fr. Chapelle Saint-Christophe) byla kaple v Paříži na ostrově Cité.

## Historie
Kaple svatého Kryštofa se nacházela severně od dnešního náměstí Parvis Notre-Dame před katedrálou Notre-Dame. Byla určena pro duchovní potřebu chudinského špitálu (hospitale pauperum).
V roce 829 byla připojena k domům určených k bydlení pro chudé, nemohoucí a nemocné. Od roku 1006 byli správci těchto staveb kanovníci při Notre-Dame. Budovy jsou zmiňovány v patentu z roku 1157. Pařížský biskup Maurice de Sully nechal tyto budovy zbořit při stavbě nové katedrály Notre-Dame a na místo nich vznikl špitál Hôtel-Dieu.